# Tunkinsky (huyện)
Huyện Tunkinsky (tiếng Nga: ? райо́н) là một huyện hành chính tự quản (raion), của Buryatia, Nga. Huyện có diện tích 11572 kilômét vuông, dân số thời điểm ngày 1 tháng 1 năm 2000 là 25900 người. Trung tâm của huyện đóng ở Kiren.